# Binan kōkō Chikyū bōei-bu Love!
Binan kōkō Chikyū bōei-bu Love! (美男高校地球防衛部LOVE!? "I belli del club liceale per la difesa della Terra: Love!") è una serie televisiva anime prodotta da Diomedéa su soggetto originale di Kurari Umatani, diretta da Shinji Takamatsu e scritta da Michiko Yokote. È andata in onda in Giappone dal 6 gennaio al 24 marzo 2015.
La storia parla di un gruppo di cinque liceali, membri del "Club per la difesa della Terra", che, dotati di poteri magici da uno strano extraterrestre simile a un vombato rosa, devono contrastare gli intenti malvagi del rivale “Club per la conquista della Terra". Si tratta di una parodia delle serie majokko/sentai, come Sailor Moon e Pretty Cure, con dei "maghetti" maschi in abiti ricchi di fiocchi e fronzoli al posto della canoniche eroine di sesso femminile.
L'anime è stato annunciato nel settembre del 2014, seguito il 16 ottobre successivo da uno spin-off in formato manga, intitolato Binan kōkō Chikyū seifuku-bu Love! e incentrato sui tre antagonisti della serie, pubblicato sulla rivista online Pony Canyon. Dal 7 gennaio 2015 è iniziata anche la pubblicazione di una light novel. È stato annunciato anche un videogame per iOS e Android che sarà rilasciato in Giappone nel febbraio dello stesso anno.
Una seconda stagione dell'anime, prodotta da Studio Comet e intitolata Binan kōkō Chikyū bōei-bu Love! Love!, è stata trasmessa dall'8 luglio al 23 settembre 2016, composta da 12 episodi.
Una terza stagione dell'anime, prodotta da Studio Comet e intitolata Binan kōkō Chikyū bōei-bu HAPPY KISS!, è stata trasmessa dall'8 aprile al 1º luglio 2018, composta da 12 episodi. 

## Trama
Un giorno, mentre Atsushi e En, due amici iscritti al liceo della città di Binan, si rilassano ad un bagno pubblico, compare dal nulla uno strano animale rosa, simile in tutto a un vombato, che chiede loro di aiutarlo a salvare il pianeta Terra grazie al potere dell'amore. I due ragazzi ne sembrano terrorizzati, mentre Yumoto, altro studente nonché figlio dei proprietari del bagno, inizia a coccolare animosamente il curioso animaletto, che però fugge via.
Il giorno dopo, a scuola, il "vombato" si ripresenta dopo aver preso possesso del corpo di un insegnante e chiede di nuovo ai due ragazzi di salvare il pianeta. Intanto, Atsushi e En, insieme ai loro amici Io e Ryū, per non dover rinunciare alla stanza in cui si riuniscono per passare il tempo senza far nulla, decidono di fondare il "Club per la difesa della Terra" (nome scelto casualmente per via di una vecchia targa appesa alla porta).
A un tratto, sopraggiungono Wombat e Yumoto: l'extraterrestre, a quel punto, dona ai cinque liceali dei braccialetti magici, così che possano trasformarsi nei "Battle Lovers", dei paladini dalle vesti principesche, e iniziare a combattere contro il malvagio "Club per la conquista della Terra".

## Personaggi

### Club per la difesa della Terra
Yumoto Hakone (箱根有基?) / Principe Splendente, Battle Lover Scarlet (キラメキ王子・バトラヴァ・スカーレット?, Kirameki Ōji Batorava Sukāretto)
Doppiato da: Kazutomi Yamamoto
È un ragazzino iscritto al primo anno di liceo; la sua famiglia è proprietaria di un bagno pubblico. Ha un carattere molto espansivo e vivace, e adora gli animali, tutto ciò che è grazioso e il cibo, in particolare gli onigiri. Grazie ai poteri donatigli da Wombat, si trasforma nel Principe Splendente, Battle Lover Scarlet. Il suo colore è il rosso e il suo elemento è la luce.
En Yufuin (由布院煙?) / Principe Lucente, Battle Lover Cerulean (ヒラメキ王子・バトラヴァ・セルリアン?, Hirameki Ōji Batorava Serurian)
Doppiato da: Yūichirō Umehara
Studente del terzo anno, è un tipo estremamente pigro e indolente. Il suo migliore amico è Atsushi. Si trasforma nel Principe Lucente, Battle Lover Cerulean. Il suo colore è il blu e il suo elemento è l'acqua.
Atsushi Kinugawa (鬼怒川熱史?) / Principe Perforante, Battle Lover Épinard (ツラヌキ王子・バトラヴァ・エピナール?, Tsuranuki Ōji Batorava Epināru)
Doppiato da: Kōtarō Nishiyama
Studente del terzo anno, proviene da una famiglia ricca, ha ottimi voti a scuola ed è piuttosto serio. È il migliore amico di En, nonché amico di infanzia di Kinshirō. Si trasforma nel Principe Perforante, Battle Lover Épinard. Il suo colore è il verde e il suo elemento è l'aria.
Io Naruko (鳴子硫黄?) / Principe Ruggente, Battle Lover Sulfur (トドロキ王子・バトラヴァ・サルファー?, Todoroki Ōji Batorava Sarufā)
Doppiato da: Yūsuke Shirai
È uno studente del secondo anno. Pur essendo ancora al liceo, si arricchisce investendo sul mercato azionario. Il suo motto è «La vita è una questione di soldi!». È il migliore amico di Ryū. Si trasforma nel Principe Ruggente, Battle Lover Sulfur. Il suo colore è il giallo e il suo elemento è la terra.
Ryū Zaō (蔵王立?) / Principe Incandescente, Battle Lover Vesta (トキメキ王子・バトラヴァ・ヴェスタ?, Tokimeki Ōji Batorava Vesta)
Doppiato da: Toshiki Masuda
Studente del secondo anno, pare sia molto popolare con le ragazze. È il migliore amico di Io. Si trasforma nel Principe Incandescente, Battle Lover Vesta. Il suo colore è il rosa e il suo elemento è il fuoco.
Wombat (ウォンバット?, Wombatto)
Doppiato da: Mugihito
È uno strano extraterrestre simile in tutto ad un vombato, ma di colore rosa. Chiede ai protagonisti di proteggere la Terra e dona loro i poteri per trasformarsi nei Battle Lovers. Ha preso possesso del corpo del professor Tawarayama, un insegnante di En e Atsushi, semplicemente facendosi portare in braccio. Tuttavia, quando Wombat si separa da Tawarayama, quest'ultimo cade a terra senza dar segni di vita, dando l'impressione ai ragazzi che l'animale lo abbia ucciso.

### Club per la conquista della Terra
Kinshirō Kusatsu (草津錦史郎?) / Cavaliere Orite (シュヴァリエオーアイト?, Shuvarieōaito)
Doppiato da: Hiroshi Kamiya
Studente del terzo anno, è il presidente del consiglio studentesco. È un amico di infanzia di Atsushi, ma i due hanno preso le distanze l'uno dall'altro da tempo perché Kinshirō gli ha messo il muso per una banalità. È infastidito dal fatto che Atsushi frequenti En e gli altri ragazzi del club. Grazie ai poteri dati da Zundar, si trasforma nel Cavaliere Orite.
Ibushi Arima (有馬燻?) / Cavaliere Argento (シュヴァリエオーアイト?, Shuvarie Ājento)
Doppiato da: Jun Fukuyama
Studente del terzo anno, è il vicepresidente del consiglio studentesco. Segue sempre Kinshirō e si comporta come se ne fosse il maggiordomo. Si trasforma nel Cavaliere Argento.
Akoya Gero (下呂阿古哉?) / Cavaliere Perla (シュヴァリエペルライト?, Shuvarie Peruraito)
Doppiato da: Takuma Terashima
Studente del secondo anno, è un ragazzo molto bello e dall'aspetto angelico, ma se viene preso in giro a proposito di ciò, diventa un tipo sdolcinato. Non gli piace particolarmente Ryū. Si trasforma nel Cavaliere Perla.
Zundar (ズンダー?, Zundā)
Doppiato da: Hiroki Yasumoto
È un extraterrestre con l'aspetto di un riccio color verde radioattivo, venuto da molto lontano per conquistare il pianeta Terra.

### The VEPPer
Haruhiko Beppu (別府日彦?) / Salty Sol (ソルティーソルSorutī Soru?)
Doppiato da: Yoshiki Murakami
Studente di scambio del secondo anno, è un idol arrogante e brusco. Si trasforma in Salty Sol. Compare nella seconda serie.
Akihiko Beppu (別府月彦?) / Melty Luna (メルティルーナ?, Meruti Rūna)
Doppiato da: Keisuke Kōmoto
Studente di scambio del secondo anno, è un idol come il suo gemello Haruhiko. Sebbene le sue maniere siano più accomodanti rispetto a quelle del fratello, ha comunque un modo aspro di parlare. Si trasforma in Melty Luna. Compare nella seconda serie.

### Altri personaggi
Gōra Hakone (箱根強羅?)
Doppiato da: Tomokazu Sugita
È il fratello maggiore di Yumoto e aiuta la famiglia a gestire il bagno pubblico. In passato, quando frequentava anche lui il liceo, è stato il primo Battle Lover.

## Media

### Anime
Un adattamento anime da parte di Diomedéa è stato trasmesso tra il 6 gennaio e il 24 marzo 2015, la regia è affidata a Shinji Takamatsu, le sigle d'apertura e di chiusura sono rispettivamente Zettai Muteki Fallin' Love (絶対無敵☆Fall'n LOVE☆?) cantata dai doppiatori del Club per la difesa della Terra (Kazutomi Yamamoto, Yuichiro Umehara, Kotaro Nishiyama, Yusuke Shirai, Toshiki Masuda) e I miss you no 3m (I miss you の3メートル?) cantata dai doppiatori del Club per la conquista della Terra (Hiroshi Kamiya, Jun Fukuyama, Takuma Terashima).

#### Episodi
Prima stagione
| Nº | Titolo italiano Giapponese 「Kanji」 - Rōmaji                                                                            | In onda          | In onda |
| Nº | Titolo italiano Giapponese 「Kanji」 - Rōmaji                                                                            | Giapponese       |         |
| 1  | Nel nome dell'amore 「愛という名のもとに」 - Ai to iu na no moto ni                                                      | 6 gennaio 2015   |         |
| 2  | L'amore è qualcosa di cui non ci si deve mai pentire 「愛とはけして後悔しないこと」 - Ai towa keshite koukai shinai koto | 13 gennaio 2015  |         |
| 3  | Senti l'amore, Narciso! 「愛せよ、ナルシス！」 - Aiseyo, Narushisu!                                                      | 20 gennaio 2015  |         |
| 4  | I graziosi fanciulli di amore e gioventù 「愛と青春の美少年」 - Ai to seishun no bishōnen                                | 27 gennaio 2015  |         |
| 5  | Rubare l'amore senza alcun rimpianto 「愛は惜しみなく奪う」 - Ai wa oshiminaku ubau                                      | 3 febbraio 2015  |         |
| 6  | L'amore è qualcosa da indossare sulla schiena 「愛は背中で語るもの」 - Ai wa sena de kataru mono                         | 10 febbraio 2015 |         |
| 7  | Amore, campo estivo e spazzolini 「愛と合宿と歯ブラシ」 - Ai to gasshuku to haburashi                                    | 17 febbraio 2015 |         |
| 8  | L'amore è vago 「愛は彷徨ぅ」 - Ai wa hōkōu                                                                              | 24 febbraio 2015 |         |
| 9  | L'amore è più forte dell'orgoglio 「愛はプライドより強い」 - Ai wa puraido yori tsuyoi                                   | 3 marzo 2015     |         |
| 10 | L'amore è un paio di occhiali... 「愛それはメガネ」 - Ai sore wa megane...                                               | 10 marzo 2015    |         |
| 11 | La prova chiamata amore 「愛という名の試練」 - Ai to iu na no shiren                                                     | 17 marzo 2015    |         |
| 12 | Love Forever 「愛よ永遠に」 - Ai yo eien ni                                                                              | 24 marzo 2015    |         |

Seconda stagione
| Nº | Titolo italiano Giapponese 「Kanji」 - Rōmaji                                       | In onda           | In onda |
| Nº | Titolo italiano Giapponese 「Kanji」 - Rōmaji                                       | Giapponese        |         |
| 1  | Amore, ancora una volta! 「愛、ふたたび！」 - Ai, Futatabi!                         | 7 luglio 2016     |         |
| 2  | L'amore è effimero 「愛はカゲロウ」 - Ai wa Kagerō                                  | 14 luglio 2016    |         |
| 3  | Amore fraterno 「愛するブラザーズ」 - Aisuru Burazāzu                               | 21 luglio 2016    |         |
| 4  | La sincronia dell'amore 「愛のシンクロニシティー」 - Ai no shinkuronishitī          | 28 luglio 2016    |         |
| 5  | La ricezione dell'amore! 「愛を受け止めろ!」 - Ai o uketomero!                      | 4 agosto 2016     |         |
| 6  | Tutti amano qualcuno! 「みんな誰かを」 - Min'na dare ka o                           | 11 agosto 2016    |         |
| 7  | Un Natale di amore e miracoli 「愛と奇跡のクリスマス」 - Ai to kiseki no kurisumasu | 18 agosto 2016    |         |
| 8  | L'amore è come la neve 「愛は雪のように」 - Ai wa yuki no yō ni                     | 25 agosto 2016    |         |
| 9  | Le sostanze chimiche dell'amore 「愛の化学物質」 - Ai no kagaku busshitsu           | 1º settembre 2016 |         |
| 10 | Giorni di amore e applausi 「愛と喝采の日々」 - Ai to kassai no hibi                | 8 settembre 2016  |         |
| 11 | Ciò che conta è l'amore 「愛すればこそ」 - Aisureba koso                            | 15 settembre 2016 |         |
| 12 | L'amore salverà la Terra! 「愛は地球を救う！」 - Ai wa chikyū o sukuu!              | 27 settembre 2016 |         |

Terza stagione
| Nº | Titolo italiano Giapponese 「Kanji」 - Rōmaji                                       | In onda        | In onda |
| Nº | Titolo italiano Giapponese 「Kanji」 - Rōmaji                                       | Giapponese     |         |
| 1  | All'improvviso, un HAPPY! KISS 「HAPPY! KISSは突然に」 - Happy! Kiss wa Totsuzen ni | 8 aprile 2018  |         |
| 2  | Ricetta HAPPY 「HAPPYのレシピ」 - Happy no recipe                                   | 15 aprile 2018 |         |
| 3  | Un gelato HAPPY 「HAPPYアイスクリーム」 - HAPPY aisu kurīmu                         | 22 aprile 2018 |         |
| 4  | Un meraviglioso HAPPY 「素晴らしきかな HAPPY」 - Subarashiki kana HAPPY             | 29 aprile 2018 |         |
| 5  | HAPPY e bello 「HAPPY に美しく」 - HAPPY ni utsukushiku                             | 6 maggio 2018  |         |
| 6  | Identità HAPPY 「HAPPY アイデンティティー」 - HAPPY aidentitī                       | 13 maggio 2018 |         |
| 7  | Piedi che battono HAPPY 「バタアシ HAPPY」 - Bataashi HAPPY                         | 20 maggio 2018 |         |
| 8  | Estate senza fine HAPPY 「HAPPY エンドレスサマー」 - HAPPY endoresu samā            | 27 maggio 2018 |         |
| 9  | Dadi HAPPY 「HAPPY ダイス」 - HAPPY daisu                                           | 3 giugno 2018  |         |
| 10 | Vecchietto HAPPY 「HAPPY オールドメン」 - HAPPY ōrudo men                           | 17 giugno 2018 |         |
| 11 | Un centimetro dall'essere HAPPY 「あと 1 センチの HAPPY」 - Ato 1 centi no HAPPY    | 24 giugno 2018 |         |
| 12 | Un cuore sempre HAPPY 「いつも心にHAPPYを」 - Itsumo kokoro ni HAPPY wo             | 1º luglio 2018 |         |

### OAV
Un OAV intitolato Binan Koukou Chikyuu Boueibu LOVE! LOVE! LOVE! (美男高校地球防衛部LOVE! LOVE! LOVE!?), sottotitolato The Graduation of Love and Youth! (愛 と 青春 の 卒業!?, Ai to Seishun no Sotsugyou!) è stato trasmesso in Giappone per un periodo di 3 settimane a partire dal 26 agosto fino a settembre 2017, è stato preceduto da una proiezione di altri OAV per tutta la notte del 25 agosto 2017 in esclusiva. Si dice che l'OVA sia il capitolo conclusivo sulla laurea dei 3 anni. Il tema di apertura è Eternal Future LOVE YOU ALL (永遠未来LOVE YOU ALL, Eien Mirai LOVE YOU ALL?), mentre il finale è From Both Our Hearts (心と心で?, Kokoro to Kokoro de) entrambi cantate da Earth Defense Club.

### Manga
Tre settimane dopo l'annuncio della serie animata, il 16 ottobre 2014 è iniziata sulla rivista online Pony Canyon la pubblicazione di un manga spin-off, intitolato Binan kōkō Chikyū seifuku-bu Love! (美男高校地球征服部LOVE!? "L'affascinante club liceale per la conquista della Terra: Love!"), scritto da Kurari Umatani, già autore del soggetto originale della serie TV, e disegnato da Mizu Morino. A differenza dell'anime, il manga si concentra maggiormente sui tre antagonisti della vicenda.

### Light novel
Una light novel tratta dalla serie, scritta da Natsuko Takahashi e illustrata da Yumiko Hara, è stata pubblicata sul mercato giapponese il 7 gennaio 2015.